# William Hall
William Hall (11 de fevereiro de 1775 – 7 de outubro de 1856) foi um político dos Estados Unidos, o 7º governador do estado de Tennessee com mandato de abril a outubro de 1829. Hall ascendeu ao cargo quando o governador Sam Houston renunciou em meio a um escândalo, e, como Presidente do Senado de Tennessee, ele foi o primeiro na linha de sucessão. Depois de terminar o mandato de Houston, ele não procurou a reeleição. Hall já havia servido no legislativo do estado de Tennessee, tanto na câmara como no Senado. Após seu breve mandato como governador, ele cumpriu um mandato na Câmara dos Representantes dos Estados Unidos.

## Início de vida
Hall nasceu no Condado de Surry, na Carolina do Norte, filho do Major William Hall e Elizabeth Thankful Doak. Em 1779, a família mudou-se para o New River Valley na Virgínia. Em 1785, mudaram-se novamente, desta vez para um pedaço de terra que seria atualmente conhecido como Locustland, perto de moderno Castalian Springs, Tennessee. Locustland permaneceu como sua residência até o final de sua vida.
As guerras de Chickamauga foram espalhando neste momento e a área do Condado de Sumner ao norte de Nashville ficou particularmente vulnerável. Em 3 de junho de 1787, o irmão de William, James, foi morto quando ambos foram emboscados enquanto caminhavam através de um campo, porém William conseguiu escapar. Dois meses mais tarde, quando a família estava movendo seus haveres nas proximidades da estação de Bledsoe em antecipação de um ataque de Chickamauga, eles foram novamente emboscados. O irmão de William, Richard, o cunhado Charles Morgan e seu pai foram mortos. William, juntamente com sua mãe e dois irmãos, John e Prudence, conseguiram escapar para local seguro.

## Carreira
Durante o início de 1790, Hall serviu como xerife do Condado de Sumner. Em 1796, foi promovido ao posto de major da milícia do Condado de Sumner. Ele serviu na Câmara dos representantes do Tennessee de 1797 até 1805. Com a início da Guerra anglo-americana de 1812, ele entrou para a infantaria de voluntários do Tennessee com a patente de coronel e alcançou o posto de Brigadeiro-general no ano seguinte.
Em 1821, Hall foi eleito para o Senado de Tennessee. Em 1827, ele foi escolhido como Presidente do Senado. Em abril de 1829, Sam Houston renunciou ao governo após um escândalo pessoal. Como Presidente do Senado, Hall foi o primeiro na linha de sucessão e assim tornou-se governador em 16 de abril. Ele não procurou a reeleição, e o predecessor de Houston, William Carroll, foi eleito sem oposição alguns meses mais tarde. Durante o seu breve tempo no governo, Hall continuou a reforma dos planos que Carroll e Houston haviam.
Um aliado de Andrew Jackson, Hall mais tarde serviu na Câmara dos Representantes dos Estados Unidos por um mandato de 1831 até 1833 durante o 22º Congresso e, em seguida, retirou-se da vida pública.

## Morte
Hall faleceu em sua fazenda "Locustland", no Condado de Sumner, poucas semanas depois de aprontar a sua fronteira de experiências para a edição de junho de 1856 da revista Southwestern Monthly. Ele está enterrado no cemitério da família Hall.

## Fonte da tradução
- Este artigo foi inicialmente traduzido, total ou parcialmente, do artigo da Wikipédia em inglês cujo título é «William Hall (governor)».